# 리청룽
리청룽(중국어 정체자: 李承龍, 병음: Lî Chénglóng, 1958년 2월 13일 ~ )은 타이완의 정치인으로, 1994년 타이베이시의원으로 당선된다.